# Anoftàlmia
El terme  anoftàlmia  s'utilitza en medicina per a designar l'absència completa d'un o dos ulls.

## Descripció
Pot ser congènita, és a dir present des del moment del naixement i deguda a la manca de desenvolupament durant el període embrionari de les vesícules òptiques o adquirida en la vida adulta, aquesta última pot estar causada per un traumatisme greu o un tumor ocular que obliguen a l'extirpació quirúrgica completa de l'ull (enucleació ocular)
Quan l'ull existeix en el moment del naixement, però és escarransit, el terme que s'utilitza per referir-se a aquesta situació és'  microftalmia  '. La microftalmia congènita és més freqüent que la anoftalmía.
Un estudi realitzat a Anglaterra entre els anys 1988 i 1994 va mostrar que la incidència conjunta de tots dos trastorns era d'un cas per cada 10.000 naixements. Tant la anoftalmía com la microftalmia congènita poden ser unilaterals o bilaterals i solen associar-se a una òrbita poc desenvolupada, absència de parpella es i de la glàndula lacrimal a la hemicara afectada.
Pot presentar-se com a trastorn únic de el desenvolupament o estar associada a altres malformacions, com passa en el síndrome de Patau, el síndrome de Hallermann-Streiff i la holoprosencefalia.

## Tractament
El tractament és principalment estètic i es basa en la utilització de pròtesis oculars, expansors d'hidrogel que es col·loquen en l'òrbita per aconseguir que aquesta es desenvolupi i empelts dermograsos de el mateix pacient. S'ha comprovat que l'extirpació primerenca d'un ull microftálmico afavoreix la manca de desenvolupament de l'òrbita, per la qual cosa es recomana que en cas de ser necessari realitzar-la, s'ajorni la intervenció fins que el creixement ossi de l'infant hagi finalitzat. 